# 아천역
아천역(牙川驛)은 경상북도 금릉군(현 김천시) 어모면에 위치한 경북선의 폐지된 철도역이다. 현재 역사는 시설관리사무소로 사용되고 있다.
폐역 전 김천역과 7.7km 떨어져 있었다.

## 연혁
- 1924년 10월 1일 : 보통역으로 영업 개시[2]
- 1976년 7월 10일 : 화물 취급 중지[3]
- 1977년 5월 16일 : 여객 및 수소화물 취급 중지[4]
- 1977년 9월 15일 : 신호장으로 격하[5]
- 1988년 2월 9일 : 현재 역사 준공, 시설개량
- 1994년 4월 25일 : 폐역[6]